# Zola Jesus

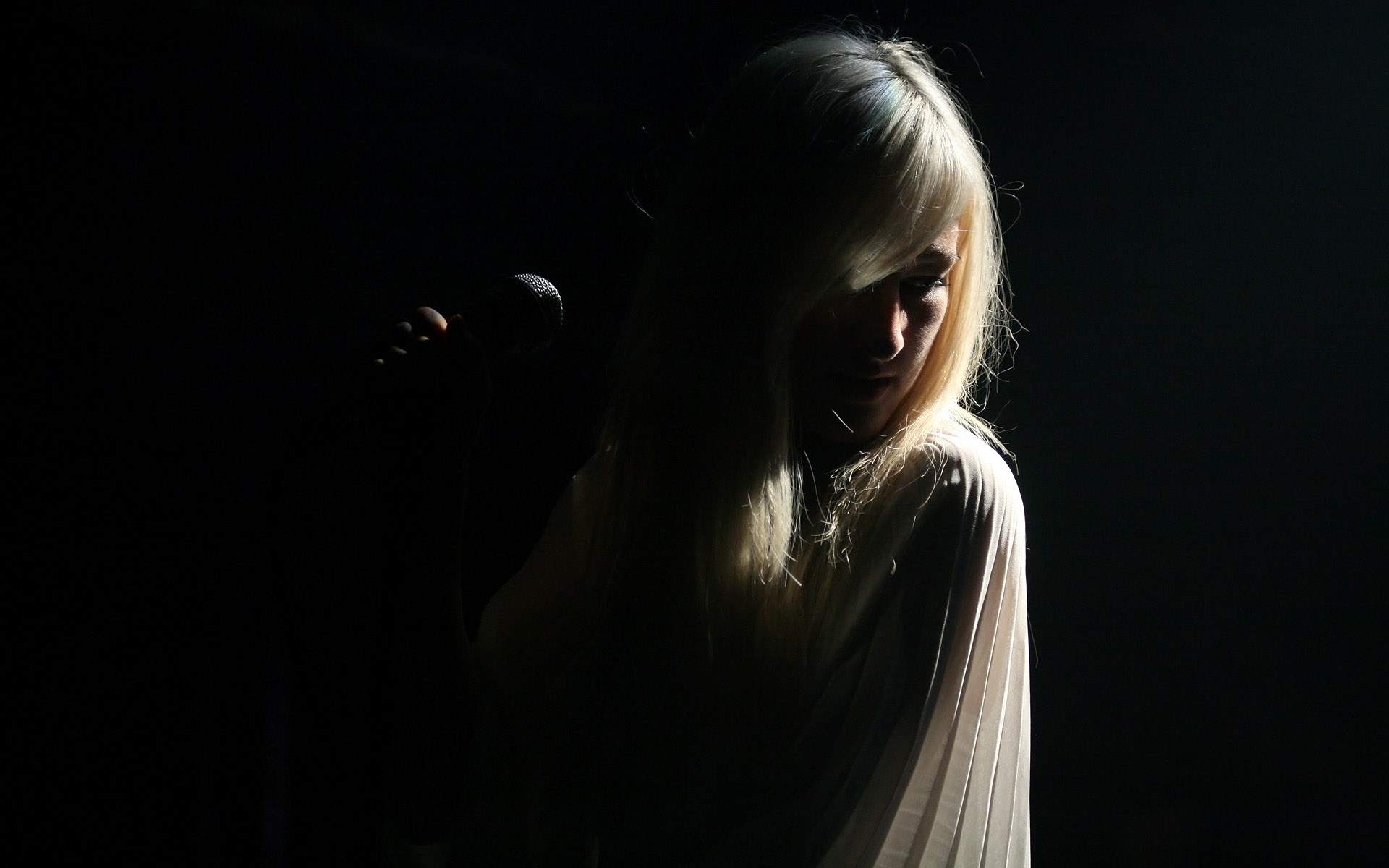
Zola Jesus sur scène lors de The Waves Vienna – Music Festival & Conference, à Vienne en 2011.

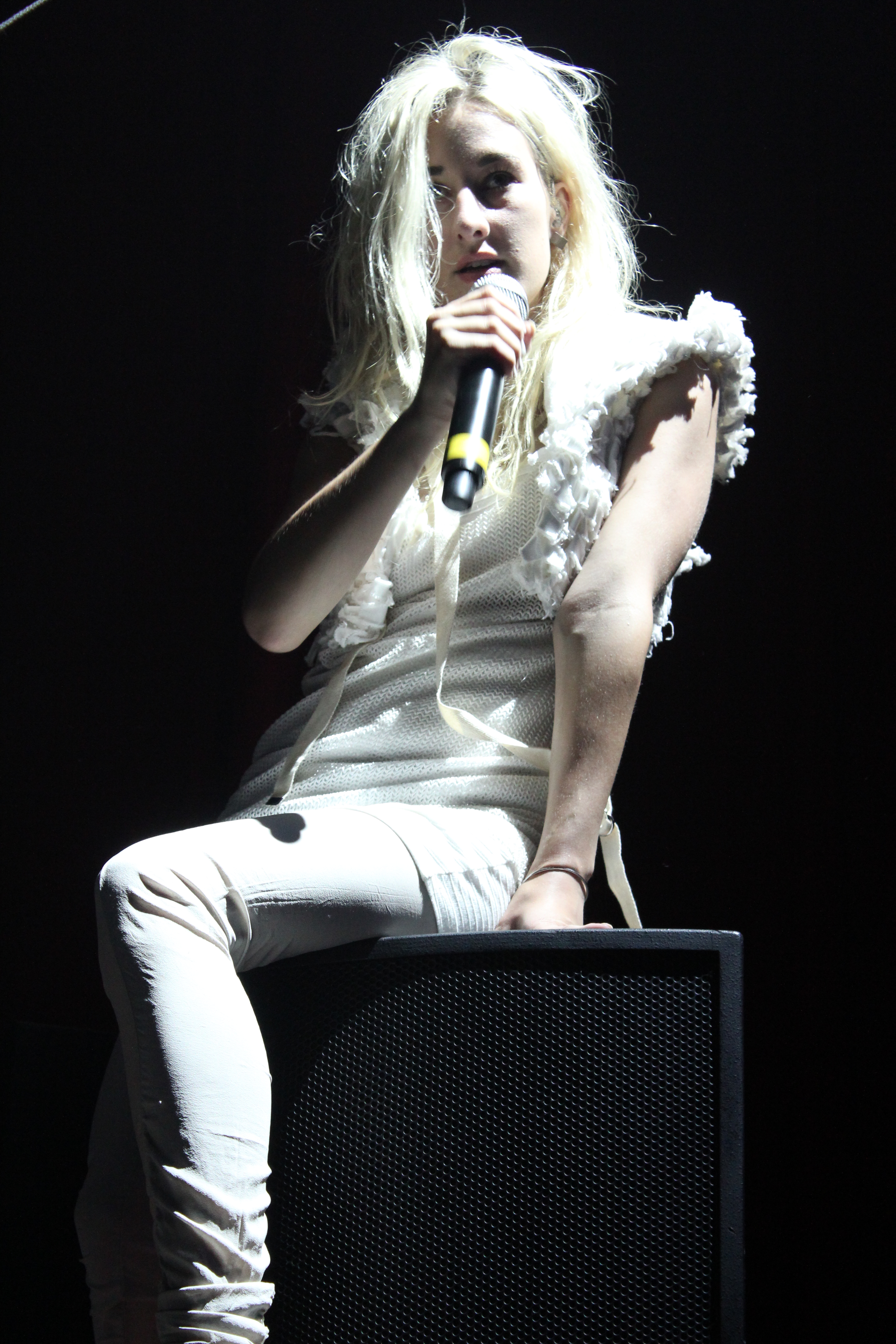
Zola Jesus au Melt! Festival à Ferropolis en Allemagne, le 15 juillet 2012.

Nicole Rose Hummel, de son nom de scène Zola Jesus, née en 1989 à Phoenix, est une auteure-compositrice-interprète et productrice de musique américaine.

## Biographie
Originaire de l'Arizona, Nicole Hummel grandit à Merrill dans le Wisconsin. Revendiquant un héritage familial russe, allemand, slovène et ukrainien, elle est également connue sous le nom de Nika Roza Danilova. Elle démarre le piano à l'âge de 5 ans avant de se consacrer au chant lyrique pendant près de 10 années. À 15 ans, elle prend le pseudonyme de Zola Jesus et signe de manière intimiste ses premières compositions. Étudiante, elle suit des cours de commerce à l'université de Wisconsin–Milwaukee puis se réoriente vers le français et la philosophie à l'université du Wisconsin à Madison dont elle ressort diplômée en 2010.

## Carrière professionnelle
En 2008, toujours étudiante, elle édite le titre Poor Sons sur le label Die Stasi Records puis un second extrait Sœur Sewer chez Sacred Bones Records. L'année suivante, Zola Jesus enregistre son premier album The Spoils. Une année prolifique pour la musicienne qui tour à tour publie l'EP Tsar Bomba sur Troubleman Unlimited Records, la compilation New Amsterdam pour Sacred Bones Records et un vinyle sans titre en édition limitée avec la formation Burial Hex chez Aurora Borealis Records.
En 2010, L'EP Stridulum voit le jour inspiré du film homonyme du cinéaste italien Giulio Paradisi sorti en salle en 1979. À la suite de la sortie de l'album Stridulum II, Zola Jesus part en tournée afin d'assurer les premières parties des formations Fever Ray et The xx. Elle enregistre la même année le projet LA Vampires Meets Zola Jesus, en collaboration avec Amanda Brown, principale voix féminine de la formation américaine Pocahaunted.
Immergées dans une ambiante ambiance gothique, les influences de la musicienne se transforment à chaque album entre lo-fi, cold wave, pop et musique expérimentale. Le 26 septembre 2011, un troisième album Conatus est présenté au public après 5 mois de travail et un déménagement à Los Angeles. En 2013, réalisé à l'origine pour une performance au Musée Guggenheim de New York, l'album Versions revisite de manière épurée la discographie de l'artiste. Le projet s'appuie sur une collaboration avec un quatuor à cordes dirigé par J.G. Thirlwell, pionnier de la musique expérimentale industrielle dans les années 1980 et également connu sous le pseudonyme de Foetus. Le musicien a notamment collaboré avec Nick Cave et Lydia Lunch.
Pour son quatrième album studio nommé Taiga sorti chez Mute Records, Zola Jesus s'associe au producteur musical Dean Hurley, collaborateur du cinéaste, musicien et peintre américain David Lynch. En 2017, la musicienne signe son retour sur le label Sacred Bones Records avec l'album Okovi. Pour ce projet, elle s'entoure de son partenaire scénique de longue date le multi-instrumentaliste Alex DeGroot, de la violoncelliste Shannon Kennedy du groupe Pedestrian Deposit, du percussionniste Ted Bynes et du producteur et musicien WIFE.

## Collaborations
Zola Jesus s'associe au musicien Rory Kane pour former Nika+Rory project et édite une première démo en 2009.
L'artiste est membre de Former Ghosts aux côtés de Freddy Ruppert du groupe This Song Is A Mess But So Am I, Yasmine Kittles de TEARIST et Jamie Stewart de Xiu Xiu. Deux albums sortent consécutivement, Fleurs en 2009 et New Love en 2010 chez Upset The Rhythm,.
En 2011, elle collabore avec Prefuse 73 sur le projet The Misanthrope Meditation Mix édité chez Warp Records. La même année, elle pose sa voix sur le titre Intro de l'album Hurry Up, We're Dreaming composé par le groupe de musique électronique français M83. En 2012, elle enregistre pour le duo anglais Orbital, le morceau New France issu de l'album Wonky, publié sur le label Liberator Music.
Zola Jesus participe en 2013 à la bande originale du long métrage Only Lovers Left Alive de Jim Jarmusch, dirigée sur le titre In Templum Dei par le compositeur néerlandais Jozef van Wissem.

## Discographie

### Zola Jesus
- 2009 : Untitled, Aurora Borealis Records (EP)
- 2009 The Spoils, Sacred Bones Records
- 2009 : Valusia, Sacred Bones Records (EP)
- 2009 : Tsar Bomba, Troubleman Unlimited Records (EP)
- 2009 : New Amsterdam, Sacred Bones Records (EP)
- 2010 : Stridulum, Sacred Bones Records (EP)
- 2010 : Stridulum II, Souterrain Transmissions
- 2010 : LA Vampires Meets Zola Jesus, Not Not Fun Records (EP)
- 2011 : Conatus, Sacred Bones Records
- 2013 : Versions, Sacred Bones Records
- 2014 : Taiga, Mute Records
- 2017 : Okovi, Sacred Bones Records
- 2022 : Arkhon, Sacred Bones Records

### Collaborations
- 2009 : Fleurs, Former Ghosts, Upset The Rhythm
- 2010 : New Love,  Former Ghosts, Zola Jesus sur les titres Chin Up et Only in Time, Upset the Rhythm
- 2010 : Year of the Ox" 12", Fucked Up, Merge Records / Matador Records
- 2011 : The Misanthrope Meditation Mix, Prefuse 73, Warp Records
- 2011 : Hurry Up, We're Dreaming, M83, Zola Jesus sur le titre Intro, Naïve Records / Mute Records
- 2012 : Wonky, Orbital, Zola Jesus sur le titre New France, Liberator Music
- 2013 : Only Lovers Left Alive, bande originale, Jozef van Wissem et Zola Jesus sur le titre In Templum Dei, ATP Recordings
- 2015 : John Carpenter – Lost Themes Remixed, Zola Jesus et Dean Hurley sur le titre Night, Sacred Bones Records